# Nordkorea i olympiska vinterspelen 1964
Nordkorea deltog med 13 deltagare vid de olympiska vinterspelen 1964 i Innsbruck. Totalt vann de en silvermedalj.

## Medaljer

### Silver
- Han Pil-hwa - Hastighetsåkning på skridskor, 3 000 meter.